# Walter Scholz (Musiker)

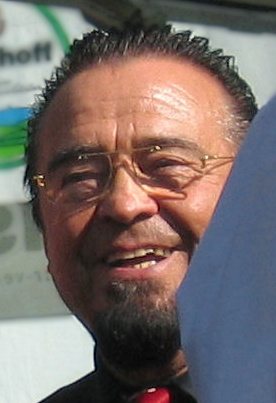
Walter Scholz (2007)

Walter Günther Scholz (* 15. April 1938 in Arolsen, Hessen-Nassau) ist ein deutscher Musiker und vor allem als Trompeter bekannt geworden.

## Leben und Wirken
Walter Scholz spielte bereits mit sechs Jahren im Posaunenchor. Später nahm er Musikunterricht bei Franz Willy Neugebauer. Nach der Schule besuchte er die Orchesterschule Siegerland, wo er das Staatsexamen in Musik ablegte. Mit 17 Jahren war er Trompeter am Staatstheater in Detmold. Weitere Stationen waren Mainz, Darmstadt und die Münchner Philharmoniker. 1962 wurde er erster Trompeter beim Sinfonieorchester des Südwestfunks Baden-Baden. Zusätzlich war er häufig als Solist tätig.
1972 veröffentlichte er zusammen mit Rolf Schneebiegl und dessen Blasorchester Original Schwarzwaldmusikanten eine Langspielplatte. Sein größter Hit aus jener Zeit war Die Teufelszunge. Scholz trat in mehreren Fernsehsendungen auf.
1984 veröffentlichte er eine Single mit der von ihm komponierten Sehnsuchtsmelodie. Der Titel wurde ein Hit, der später mit einem Text unterlegt und vom Nachwuchssänger Harald Martin interpretiert wurde. Nach diesem Erfolg brachte Walter Scholz mehrere Soloalben mit volkstümlichen und klassischen Melodien als Solotrompeter heraus. Darunter befanden sich zahlreiche Evergreens und einige neue Kompositionen.
1987 nahm Walter Scholz mit seinem Orchester am Grand Prix der Volksmusik teil. Mit seinem Titel Musikantenmarsch erreichte er den 11. Platz. Beim Grand Prix der Volksmusik 1989 versuchte er sich noch einmal bei der deutschen Vorentscheidung mit dem Titel Polka für 4 Trompeten, kam aber damit nicht in das Finale.
Anlässlich seines 70. Geburtstages wurde Walter Scholz mit dem Titel Ehrenbotschafter der Internationalen Chorolympiade ausgezeichnet. Die Auszeichnung wurde ihm am 15. April 2008 durch den Präsidenten des Förderverein Interkultur e. V. Günter Titsch überreicht.
Walter Scholz ist bis heute bei volkstümlichen Veranstaltungen von Rundfunk und Fernsehen sowie bei Veranstaltungen zu sehen und zu hören. Scholz lebt heute mit seiner zweiten Frau Silvia, welche sich um das Management kümmert, im badischen Achern. Er hat einen Sohn Alexander.
Mit über 80 Jahren übt er täglich vier bis fünf Stunden Trompete, um die bläserische Muskulatur zu erhalten, da er jährlich ein neues Album mit selbst komponierten Werken veröffentlicht und auf internationalen Tourneen etwa 120 Konzerte spielt. Auf seine hohe Flexibilität der Doppelzunge legt er stets besonderes Augenmerk.

## Privates
Er ist seit dem 18. August 1988 mit einer ehemaligen Sängerin der Fischer-Chöre verheiratet und hat mit ihr einen Sohn. Aus erster Ehe hat Walter Scholz zwei Söhne und eine Tochter.

## Bedeutung
Walter Scholz gilt als erfolgreichster Trompeter Deutschlands. Für seine weltweit verkauften 15 Millionen Tonträger erhielt er zehn Goldene Schallplatten und dreimal Platin. Herbert von Karajan bezeichnete ihn als „Jahrhundert-Trompeter“, Robert Stolz nannte ihn den „Trompeter mit dem einfühlsamen Klang“.

## Ehrungen
- Bundesverdienstkreuz am Bande
- Verdienstmedaille des Landes Baden-Württemberg
- Hermann-Löns-Medaille in Gold und Bronze
- Robert-Stolz-Preis mit Robert-Stolz-Medaille

## Erfolgstitel
- 1972: Oh, mein Papa
- 1974: Der alte Dessauer (Marsch)
- 1974: Die Post im Walde
- 1974: Die Teufelszunge
- 1978: Still ruht der See
- 1982: Blaue Berge, grüne Täler (Riesengebirglers Heimatlied)
- 1982: Das Echo der Liebe
- 1984: Sehnsuchtsmelodie
- 1985: Amazing Grace
- 1985: Il Silenzio
- 1985: Ave Maria no morro
- 1985: Wunderland bei Nacht
- 1987: Heimwehmelodie
- 2003: Song of Freedom

## Diskografie
LPs
- 1972: Volkstümliches Trompetenkonzert
- 1974: Die Teufelszunge
- 1975: Festliches Trompetenkonzert
- 1986: Sehnsuchtsmelodie
- 1986: Traumkonzert mit Walter Scholz (2 LP)
- 1987: Wir machen Musik

CDs
- 1982: Ich bin so gern daheim
- 1984: Sehnsuchtsmelodie
- 1985: Echo der Liebe
- 1986: Traummelodien (CH: Gold)
- 1987: Wir machen Musik Walter Scholz
- 1987: Wunschmelodien – Lieder, die man nie vergisst Walter Scholz
- 1988: Ich denk’ an Dich
- 1989: Melodien, die von Herzen kommen
- 1991: Trompetenzauber
- 1992: Traummelodien
- 1992: Sehnsuchtsmelodien
- 1993: Klassik-Träume
- 1994: Trompeten-Welthits
- 1996: Brennende Herzen
- 1996: Walter Scholz 16 Trompetenhits
- 1996: Sehnsuchtsmelodie
- 1997: Zauber der Trompete
- 1999: Trompetenperlen
- 1999: Die schönsten Melodien zur Weihnachtszeit
- 2000: Goldene Trompetenklänge zur Weihnachtszeit
- 2001: Sierra Nevada
- 2001: Seine größten Erfolge
- 2006: Seine schönsten Trompeten-Melodien
- 2007: Götterfunken mit Marshall & Alexander
- 2008: Bolero der Herzen mit dem Montanara-Chor
- 2010: Eine Reise durch die Südsee
- 2012: Rosen nur für dich
- 2015: Trompetenträume zur Weihnachtszeit
- 2016: Trompeten-Feuerwerk
- 2019: Trompete für dich